# 山脇正次
山脇 正次（やまわき まさじ、1884年12月22日 - 1970年9月24日）は、日本の経営者。兵庫県出身。

## 経歴
1907年に兵庫県立工業専門学校を卒業。1927年に東邦ガス取締役に就任し、1934年2月に西部ガス社長に就任し、1960年2月には会長に就任。RKB毎日放送取締役、九州電力取締役、福岡商工会議所会頭なども歴任。
1961年11月に藍綬褒章と紺綬褒章を受章。
1970年9月24日福岡市の病院で死去。85歳没。